# Batalla de Ostia
La batalla de Ostia fue una batalla naval librada en el año 849, en el mar Tirreno, cerca del puerto de Ostia, entre los sarracenos de Sicilia e Italia meridional y una flota cristiana del Estado Pontificio, Nápoles, Gaeta, Sorrento y el Ducado de Amalfi. Fue narrada en el Liber Pontificalis.

## Historia
En 849 se supo que se estaba preparando una nueva flota árabe que, desde las costas de Cerdeña, pretendía atacar de nuevo en Roma. En esta ocasión, las ciudades Gaeta, Nápoles, Amalfi y Sorrento pusieron a disposición sus barcos, que se colocaron entre Ostia y la desembocadura del Tíber. Comandada por Cesario, la flota se lanzó al ataque al ver las velas de los barcos enemigos en el horizonte, venciéndolos y tomando numerosos prisioneros. Durante este encuentro, muchos barcos sarracenos fueron a pique y el resto, sorprendidos también por una tormenta repentina, huyeron en retirada.
La batalla fue inmortalizada por el pintor italiano del Renacimiento Rafael Sanzio en la pintura Batalla de Ostia.